# Saint-Étienne-de-Serre

Saint-Étienne-de-Serre este o comună în departamentul Ardèche din sud-estul Franței. În 1 ianuarie 2022 avea o populație de 217 de locuitori.